# Le Temple-sur-Lot
Le Temple-sur-Lot is een gemeente in het Franse departement Lot-et-Garonne (regio Nouvelle-Aquitaine). De plaats maakt deel uit van het arrondissement Villeneuve-sur-Lot. Le Temple-sur-Lot telde op 1 januari 2022 1.112 inwoners.

## Geografie
De oppervlakte van Le Temple-sur-Lot bedroeg op 1 januari 2022 16,91 vierkante kilometer; de bevolkingsdichtheid was toen 65,8 inwoners per km².

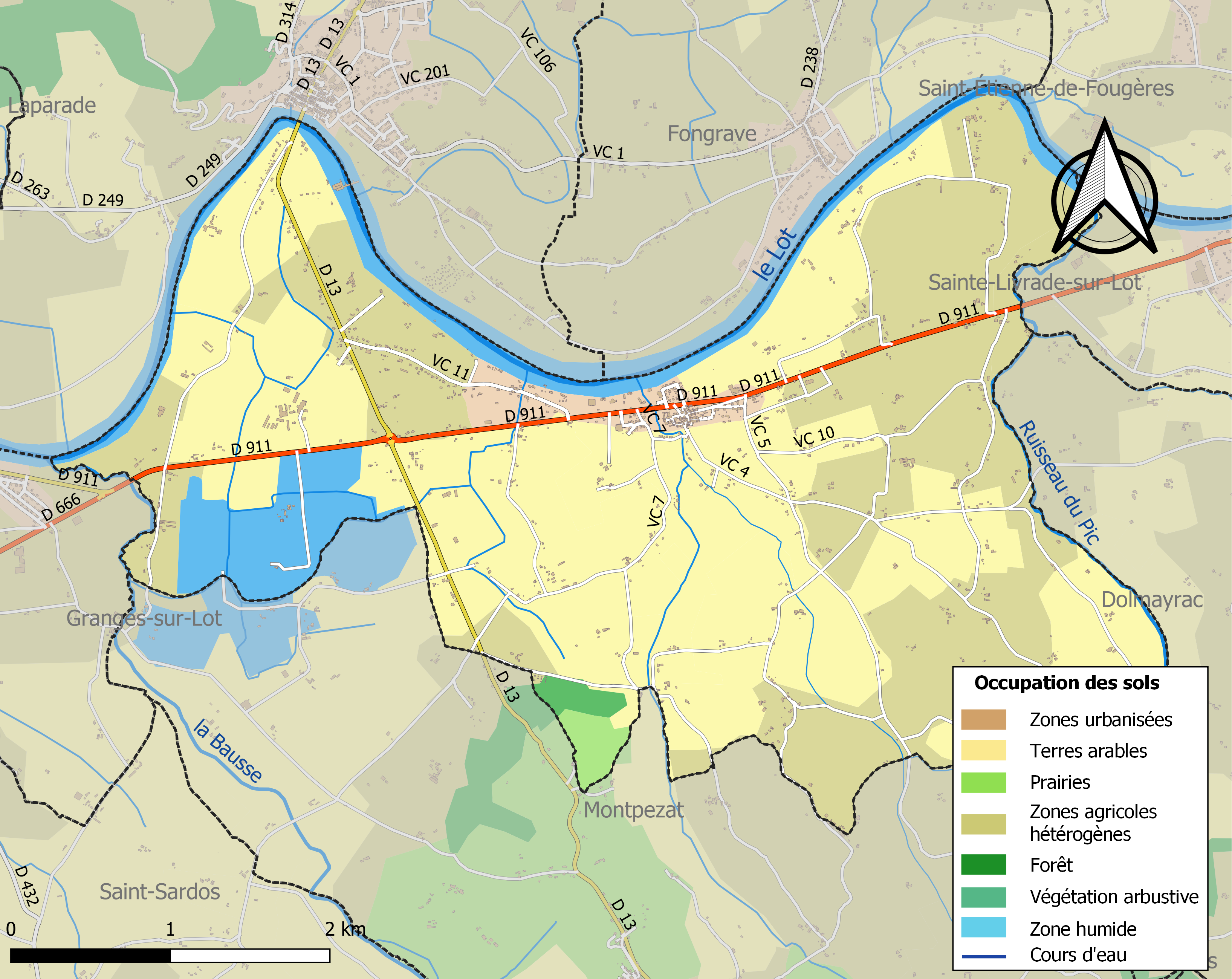
Kaart van de gemeente met de belangrijkste infrastructuur, bodemgebruik en omliggende gemeenten

## Demografie
Onderstaande figuur toont het verloop van het inwonertal (bron: INSEE-tellingen).